# Bierschaum

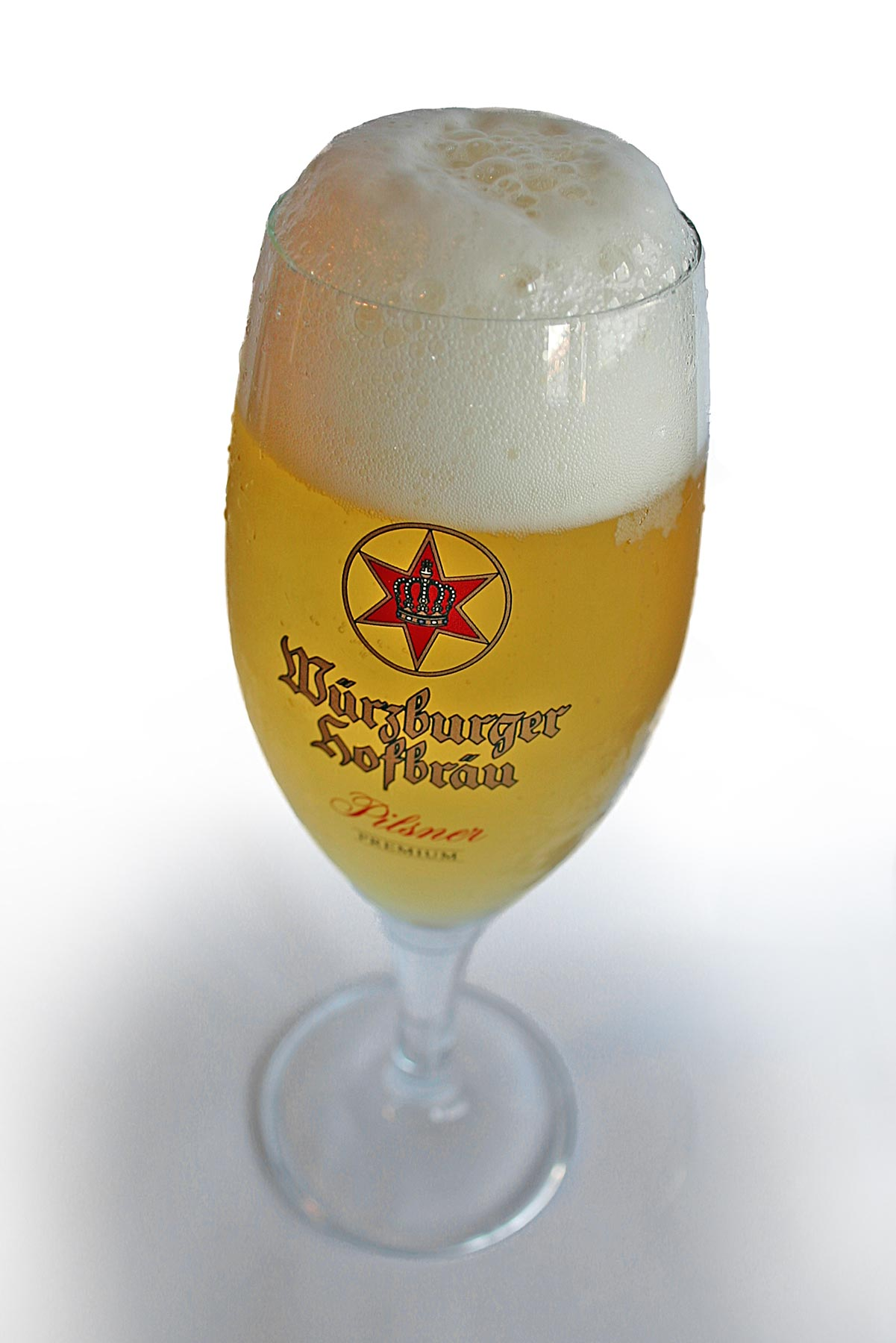
Ein frisch eingeschenktes Glas Bier mit einer typischen Schaumkrone

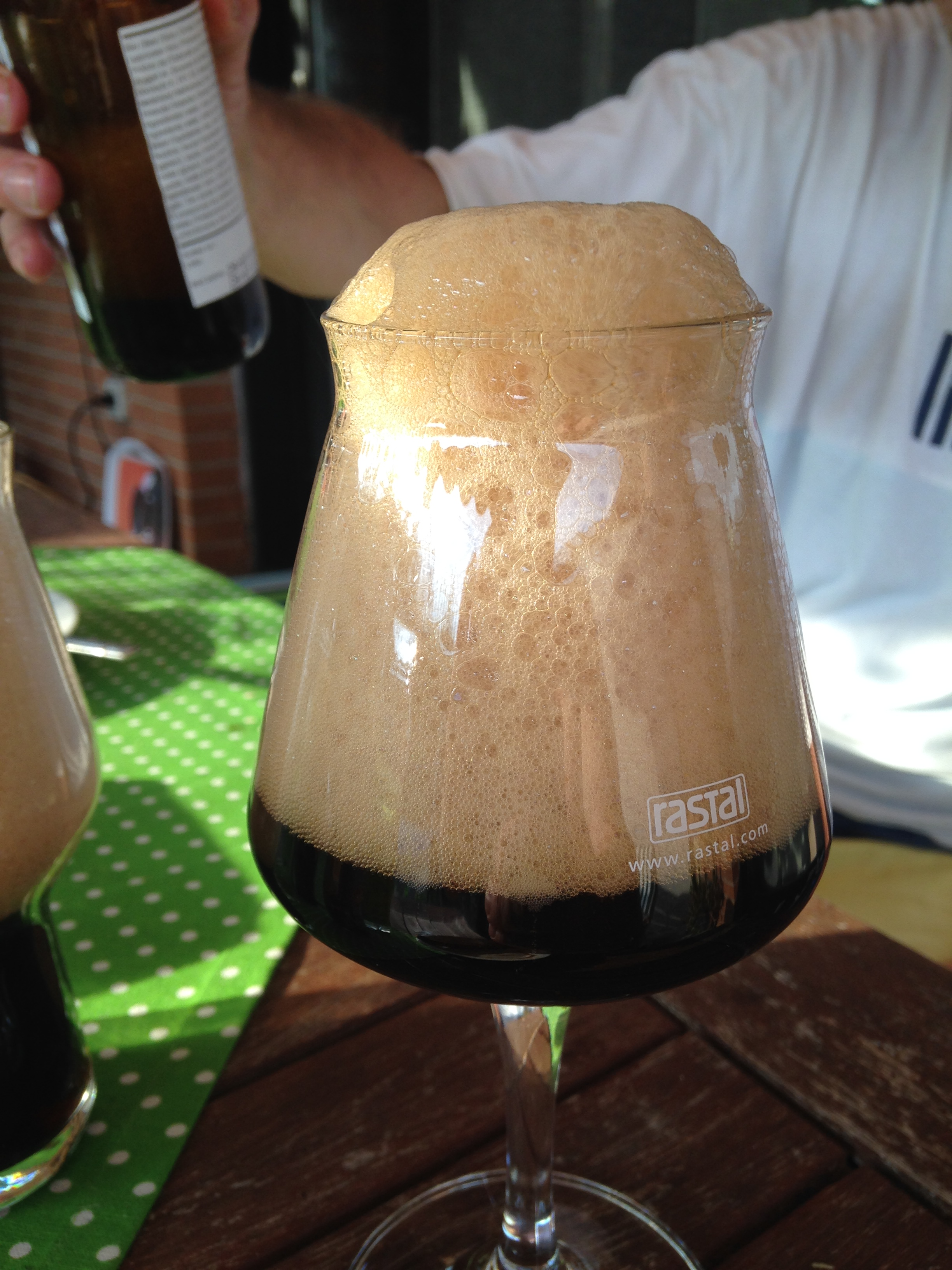
Ein fast ausschließlich mit Bierschaum gefülltes Glas

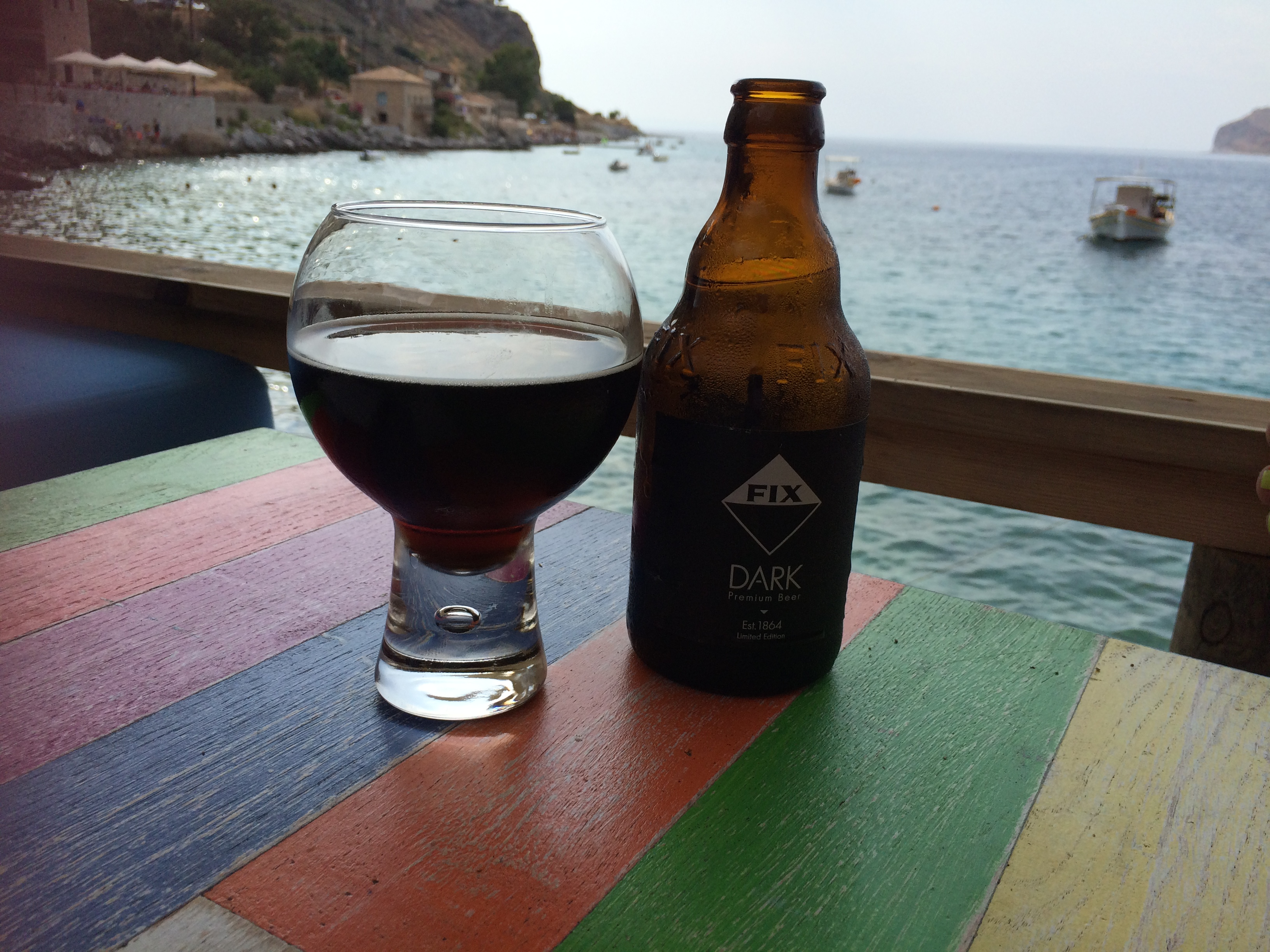
Ein Glas Bier völlig ohne Schaum

Bierschaum ist Schaum auf einem offenen Bier. Der Bierschaum bildet die Schaumkrone oder Blume auf dem Bierglas.
Der Schaum entsteht aus den an die Oberfläche des Getränks steigenden Gasbläschen. Dieses im abgefüllten Bier gelöste Gas bildet sich beim Brauprozess als Kohlendioxid oder beim Abfüllen mit aufgedrücktem Zusatzgas. Die entstehende (beständige) Schaumkrone besteht neben dem Gas aus Protein, Hefe und Hopfenrückständen als Lamellen zwischen den Gasblasen. Das Kohlenstoffdioxid, mit dem die Blasen im Schaum gefüllt sind, entsteht bei der Fermentation und bleibt anteilig im Bier gelöst. Eine Karbonisierung des Biers kann vor oder nach der Befüllung in eine Flasche eintreten. Bier kann je nach Sorte in der Flasche weiter fermentieren, dabei karbonisiert das Getränk unter dem entstehenden Überdruck mit gelöstem Gas. Beim Öffnen der Flasche und Eingießen in ein Glas sinkt der Druck in der Flüssigkeit auf Luftdruck und gelöstes Gas perlt auf. Durch die genannten Inhaltsstoffe schäumt das Gas an der Oberfläche der Flüssigkeit zur Schaumkrone. Im Falle von pasteurisiertem oder gefiltertem Bier wird der erforderliche Gasdruck in einem folgenden Prozess manuell karbonisiert.
Die Dichte und die Langlebigkeit der Schaumkrone werden durch die Malzart und deren Fermentierung bestimmt. Die Schaumhaltbarkeit wird technologisch durch die unterschiedlichen Maischeverfahren und die Herkunft des Getreides beeinflusst. Generell produziert Weizenmalz eine feinere und länger anhaltende Schaumkrone als Bier aus Gerstenmalz.

## Bedeutung
Für den deutschen Konsumenten gilt die Qualität der Schaumkrone des Biers als Qualitätsparameter. Diese Bierblume  ist meistens der erste Eindruck für den Verbraucher und sie gibt Indizien zur Güte des Biers. Eine unzureichende Schaumkrone kann ein Hinweis sein, dass das Bier abgestanden und nicht frisch abgezapft ist. Eine langlebige und stabile Schaumkrone hat neben der sensorischen eine technologische Bedeutung. Der Schaum verhindert, dass CO2 zu schnell aus dem Bier entweichen kann, das für die gefühlte Frische sorgt.

## Chemische Zusammensetzung
Das im Bier gelöste Kohlenstoffdioxid ist ausschlaggebend für die Schaumkrone. Um eine gute Bierschaumstabilität zu gewährleisten, werden die Schaumbildung fördernde Substanzen benötigt. Eine Grundlage bilden hochmolekulare Proteine, besonders Glykoproteine, die gute Schaumbildner sind. Entscheidend sind die Molekülgröße der Proteine und deren Substitutionsgrad, also die Anzahl und Länge der Kohlenhydratketten dieser Glykoproteine. Diese Proteine verbleiben beim Brauprozess oder werden während dessen von außen zugesetzt. Die Fraktion des MgSO4-fällbaren Stickstoffs korreliert gut mit der Schaumhaltbarkeit. Eine weitere schaumbildende Substanz sind isomerisierte Bitterstoffe, deren Anteil die Menge oberflächenaktiver Substanzen im Bier erhöht. Melanoidine wirken sich positiv auf die Oberflächenspannung des Bieres aus.
Der Schaumbildung abträglich sind hingegen Detergenzien wie Reinigungs- und Desinfektionsmittel, die beispielsweise als Spülmittelreste im Bierglas verblieben. Dadurch wird die Oberflächenspannung einer Flüssigkeit oder die Grenzflächenspannung zwischen zwei Phasen (Bier und Luft) herabgesetzt. Verhindernd auf eine „schöne Bierblume“ wirken Fette oder Fettsäuren oberhalb eines bestimmten Schwellwerts ihrer Konzentrationen.

## Rolle der im Bier gelösten Gase
Kohlenstoffdioxid entsteht auf natürliche Weise durch die alkoholische Gärung, bei der die Hefe den in der Würze gelösten Zucker zu Ethanol und Kohlenstoffdioxid umsetzt. Zusätzlich – oder alternativ – kann mittels einer CO2-Druckgasflasche oder einer ähnlichen Vorrichtung das Bier unter bestimmtem Druck und bei passender Temperatur mit Kohlenstoffdioxid angereichert werden. Im fertigen Bier bleibt das Kohlenstoffdioxid als Kohlensäure gebunden und wird beim Öffnen der Flasche durch den Verlust des Überdrucks wieder freigegeben.
Die cremige Schaumkrone bei speziellen Bieren wie Guinness, wird durch die Zugabe von Stickstoff oder den Ersatz von Kohlendioxid durch Stickstoff gebildet und beruht nur teilweise auf dem bei üblichen Biersorten ausschließlich treibenden Kohlenstoffdioxid. Diese Stoffe können entweder bei der Befüllung von Flaschen und Dosen sofort durch Überdruck gebunden werden oder bei Kegfässern beim Abzapfen im Nachhinein. Die Verwendung von Stickstoff im Bier erzeugt eine beständige Schaumkrone mit kleinen Bläschen und sorgt außerdem dafür, dass der meist übermäßig säurehaltige Geschmack von Kohlenstoffdioxid vermindert wird.

## Physikalische Untersuchung
Im Januar 2002 veröffentlichte Arnd Leike eine Arbeit über den Zerfall von Bierschaum. In dieser konnte er nachweisen, dass es sich um einen exponentiellen Zerfall handelt und die Zerfallskonstante bei unterschiedlichen Biersorten verschieden ist. So kann dieses Maß als Zeichen für die Güte eines Bieres genutzt werden. Für diese Erkenntnis wurde ihm noch im selben Jahr der alternative Ig-Nobelpreis verliehen.

## Bedeutung des Glases

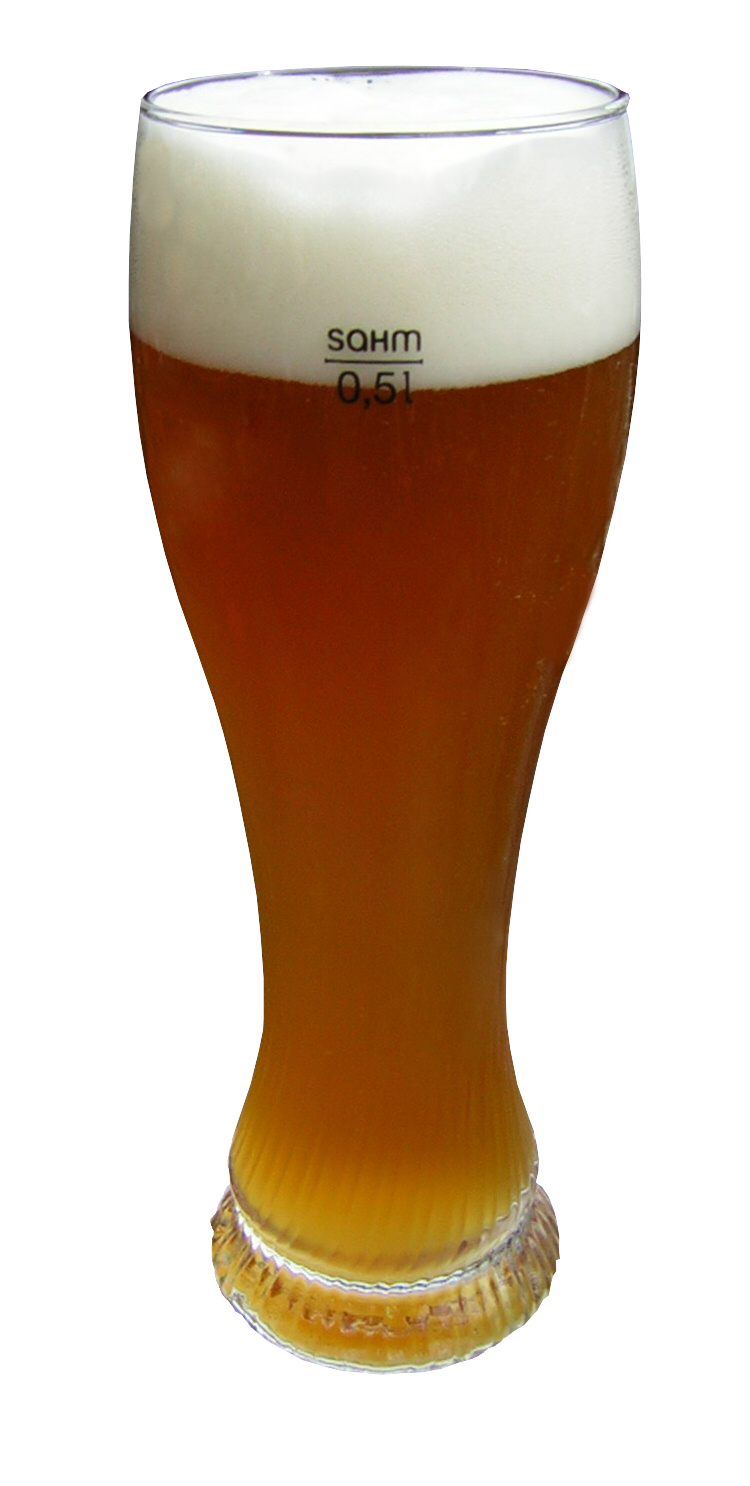
Das Weizenbierglas ist mit einer Halb-Liter-Markierung gekennzeichnet und bietet genügend Platz zur Ausbildung einer Schaumkrone.

Biergläser werden oftmals so gestaltet, dass sie die Schaumkrone betonen oder hervorheben. Es gibt viele andere Eigenschaften, die die Schaumkrone in einem Bierglas beeinflussen, wie ein aufgerauter Boden im Glas. Dies ist vergleichbar mit dem Moussierpunkt in Sektgläsern, bei denen ein Punkt am Boden des Sektglases absichtlich aufgeraut wird, um die Blasenentwicklung zu erleichtern. Bei Biergläsern wird der aufgeraute Boden für die leichtere Bildung der Kohlenstoffdioxidblasen am Boden des Getränkes verwendet. So wird verhindert, dass der Großteil der Blasen an der Oberfläche entsteht und freigesetzt wird, was zu einem schnelleren Auflösen der Schaumkrone führt.
Schädlich für die Schaumkrone sind Hautfette oder -öle von Konsumenten, Aerosolpartikel von Kochfetten oder Spuren von Speisefetten auf den Glasoberflächen. Diese Fette führen im Bier zu einer signifikanten Reduktion der Schaumkrone, „die Blume bricht zusammen“. Fette verhindern die Entstehung von neuen Schaumbläschen, wodurch die Schaumkrone kurzlebiger ist. Außerdem bleibt der zusammenbrechende Schaum am Rand des Glases kleben und läuft nicht mehr an der Seite herunter, was beim Trinken zu einer noch schnelleren Schaumreduktion führt.
Das gründliche Trocknen des Bierglases nach dem Waschen hilft. Denn Wasser im Glas kann sich sonst am Boden absetzen und dadurch die aufgerauten Stellen abdecken. Dann können sich hier keine Blasen mehr bilden. Die unkontrollierte Blasenbildung innerhalb des Getränk bewirkt folglich ein schnelleres Evaporieren. Dennoch werden nicht bei jeder Biersorte trockene Gläser bevorzugt, zum Beispiel werden bei belgischem Witbier öfters nasse Gläser verwendet, um überflüssigen Schaum zu bremsen. Wie erwähnt kann Spülmittel, das im Glas verblieben ist, ebenfalls „die Blume brechen“.

## Sonstiges
Übergelaufener oder abgestrichener Schaum, der sich beim Zapfen unter einem Gitter sammelt, wird als „Leckbier“ bezeichnet und wurde früher oft zu einem geringeren Preis verkauft. Heute wird das Wort auch für schales, dünnes, abgestandenes oder gepanschtes Bier und minderwertige Biersorten benutzt.